# اوسلوادو برانداو
اوسلوادو برانداو (پرتغالی: Osvaldo Brandão (تلفظ پرتغالی:[brɐ̃ˈndɐ̃w]); ۱۸ سپتامبر ۱۹۱۶ – ۲۹ اوت ۱۹۸۹) مربی فوتبال اهل برزیل بود.
وی از سال ۱۹۵۵ تا ۱۹۵۶ سرمربی تیم ملی فوتبال برزیل بوده است.